# Доносіро Мамі
Доносіро Мамі (нар. 8 березня 1975) — колишня японська тенісистка.
Найвищу одиночну позицію світового рейтингу — 317 місце досягла 26 жовтня 1992, парну — 93 місце — 19 вересня 1994 року.
Здобула 1 парний титул туру WTA.

## Фінали Туру WTA

### Парний розряд (1-0)
| Результат | Дата                                     | Турнір             | Рівень       | Покриття | Партнерка  | Суперниці             | Рахунок  |
| --------- | ---------------------------------------- | ------------------ | ------------ | -------- | ---------- | --------------------- | -------- |
| Перемога  | Відкритий чемпіонат Японії з тенісу 1994 | Japan Open, Японія | WTA Tier III | Тверде   | Ай Суґіяма | Яюк Басукі Нана Міяґі | 6–4, 6–1 |

## Фінали ITF
| турніри $25,000 |
| турніри $10,000 |

### Одиночний розряд: 3 (2–1)
| Результат | Ранг | Дата            | Турнір              | Покриття | Суперниця    | Рахунок          |
| --------- | ---- | --------------- | ------------------- | -------- | ------------ | ---------------- |
| Перемога  | 1.   | 12 жовтня 1992  | Токіо, Японія       | Тверде   | Янагі Масако | 7–5, 6–4         |
| Перемога  | 2.   | 18 жовтня 1993  | Kugayama, Японія    | Тверде   | Танака Юка   | 4–6, 6–3, 6–1    |
| Поразка   | 1.   | 27 березня 1995 | Джакарта, Індонезія | Тверде   | Choi Ju-yeon | 1–6, 7–6(2), 2–6 |

### Парний розряд: 8 (3–5)
| Результат | Ранг | Дата           | Турнір                 | Покриття | Партнерка      | Суперниці                  | Рахунок          |
| --------- | ---- | -------------- | ---------------------- | -------- | -------------- | -------------------------- | ---------------- |
| Перемога  | 1.   | 10 лютого 1992 | Бангкок, Таїланд       | Тверде   | Ай Суґіяма     | Хуан Цянь Ян Лі-хуа        | 6–4, 3–6, 6–4    |
| Поразка   | 1.   | 17 лютого 1992 | Бандунґ, Індонезія     | Тверде   | Ай Суґіяма     | Чень Лі-Лін Ї Цзін-Цянь    | 6–4, 3–6, 4–6    |
| Поразка   | 2.   | 5 жовтня 1992  | Куросіо (Коті), Японія | Тверде   | Танака Юка     | Хосокі Юко Наоко Кадзімута | 2–6, 4–6         |
| Перемога  | 2.   | 18 жовтня 1993 | Kugayama, Японія       | Тверде   | Танака Юка     | Ендо Мана Янагі Масако     | 6–3, 6–3         |
| Поразка   | 3.   | 12 червня 1994 | Казерта, Італія        | Ґрунт    | Кього Нагацука | Флора Перфетті Віраг Чурго | 1–6, 5–7         |
| Поразка   | 4.   | 31 жовтня 1994 | Саґа (Саґа), Японія    | Трава    | Танака Юка     | Їда Ей Луїс Флемінг        | 3–6, 6–7(2)      |
| Поразка   | 5.   | 8 травня 1995  | Сеул, Південна Корея   | Ґрунт    | Ісіда Кейко    | Кім Ин Ха Choi Ju-yeon     | 3–6, 3–6         |
| Перемога  | 3.   | 1 квітня 1996  | Джакарта, Індонезія    | Тверде   | Ядзава Кійоко  | Нао Акахорі Ісіда Кейко    | 6–2, 6–7(4), 6–4 |